# Vickreyveiling
Een Vickreyveiling is een gesloten veiling, dus een veiling op inschrijving met gesloten enveloppen. Het karakteristieke van dit type veiling is dat de hoogste bieder wordt aangewezen als degene die de veilingkavel krijgt toegewezen, echter tegen de prijs van de op-één-na-hoogste bieder.
Een soortgelijk concept wordt veel bij internetveilingen toegepast. Het bod van de hoogste bieder fungeert als biedlimiet.